# Androni Giocattoli-Sidermec/2021
Deze pagina geeft een overzicht van de Androni Giocattoli-Sidermec-wielerploeg in 2021.

## Algemeen
Algemeen Manager: Gianni Savio
Technisch directeur: Giovanni Ellena
Ploegleiders: Giampaolo Cheula, Alessandro Spezialetti
Fietsen: Botecchia

## Renners
| Naam                | Geboortedatum | Nationaliteit | Ploeg 2020                       |
| ------------------- | ------------- | ------------- | -------------------------------- |
| Mattia Bais         | 19-10-1996    | Italië        |                                  |
| Alessandro Bisolti  | 07-03-1985    | Italië        |                                  |
| Jefferson Cepeda    | 16-06-1998    | Ecuador       |                                  |
| Luca Chirico        | 16-07-1992    | Italië        |                                  |
| Žiga Jerman         | 26-06-1998    | Slovenië      | Equipe continentale Groupama-FDJ |
| Matteo Malucelli    | 20-10-1993    | Italië        | Caja Rural-Seguros RGA           |
| Leonardo Marchiori  | 13-06-1998    | Italië        | NTT Continental Cycling Team     |
| Daniel Muñoz        | 21-11-1996    | Colombia      |                                  |
| János Pelikán       | 19-04-1995    | Hongarije     |                                  |
| Simon Pellaud       | 06-11-1992    | Zwitserland   |                                  |
| Andrii Ponomar*     | 05-09-2002    | Oekraïne      | NEO                              |
| Simone Ravanelli    | 04-07-1995    | Italië        |                                  |
| Jhonatan Restrepo   | 28-11-1994    | Colombia      |                                  |
| Josip Rumac         | 26-10-1994    | Kroatië       |                                  |
| Eduardo Sepúlveda   | 13-01-1991    | Argentinië    | Movistar Team                    |
| Filippo Tagliani    | 14-08-1995    | Italië        | Zalf Euromobile Désirée Fior     |
| Natnael Tesfazion   | 23-05-1999    | Eritrea       | NTT Continental Cycling Team     |
| Abner Umba          | 20-11-2002    | Colombia      | -                                |
| Nicola Venchiarutti | 07-10-1998    | Italië        |                                  |
| Mattia Viel         | 22-04-1995    | Italië        |                                  |
| Marti Vigo del Arco | 22-12-1997    | Spanje        | -                                |

*vanaf 07/02

### Vertrokken
| Naam              | Geboortedatum | Nationaliteit | Ploeg 2021           |
| ----------------- | ------------- | ------------- | -------------------- |
| Francesco Gavazzi | 01-08-1984    | Italië        | EOLO-Kometa          |
| Manuel Belletti   | 14-10-1985    | Italië        | EOLO-Kometa          |
| Luca Pacioni      | 13-08-1993    | Italië        | EOLO-Kometa          |
| Nicola Bagioli    | 19-02-1995    | Italië        | B&B Hotels p/b KTM   |
| Davide Gabburo    | 01-04-1993    | Italië        | Bardiani-CSF-Faizanè |
| Kevin Rivera      | 28-06-1998    | Costa Rica    | Bardiani-CSF-Faizanè |
| Miguel Flórez     | 21-02-1996    | Colombia      | Arkéa Samsic         |
| Mattia Frapporti  | 02-07-1994    | Italië        | EOLO-Kometa          |
| Matteo Spreafico  | 15-02-1993    | Italië        | onbekend             |

## Overwinningen
| Ronde van Táchira 1e etappe: Matteo Malucelli 8e etappe: Simon Pellaud Ronde van de Alpen Jongerenklassement: Jefferson Cepeda Belgrade Banjaluka Jongerenklassement: Andrii Ponomar Ploegenklassement: *1) Ronde van Rwanda 7e etappe: Jhonatan Restrepo | Ronde van Roemenië Proloog: János Pelikán |  |  |

*1) Žiga Jerman, Leonardo Marchiori, János Pelikán, Andrii Ponomar, Filippo Tagliani, Nicola Venchiarutti, Mattia Viel
1996 · 1997 · 1998 · 1999 · 2000 · 2001 · 2002 · 2003 · 2004 · 2005 · 2006 · 2007 · 2008 · 2009 · 2010 · 2011 · 2012 · 2013 · 2014 · 2015 · 2016 · 2017 · 2018 · 2019 · 2020 · 2021 · 2022
Alpecin-Fenix · Androni Giocattoli-Sidermec · B&B Hotels p/b KTM · Bardiani-CSF-Faizanè · Bingoal Pauwels Sauces WB · Burgos-BH · Caja Rural-Seguros RGA · DELKO · EOLO-Kometa · Equipo Kern Pharma · Euskaltel-Euskadi · Gazprom-RusVelo · Rally Cycling · Sport Vlaanderen-Baloise · Team Arkéa Samsic · Team Novo Nordisk · Team TotalEnergies · Uno-X Pro Cycling Team · Vini Zabù-KTM